# Néchin
Néchin is een dorp in de Belgische provincie Henegouwen, en een deelgemeente van Estaimpuis. In het noorden van Néchin ligt op de grens met de Franse gemeente Leers het grensgehucht Gibraltar.

## Geschiedenis
In Néchin bevindt zich de oudste middeleeuwse locatie waarvan men zeker weet dat deze een strategische rol speelde in het Frans-Vlaams conflict aan het begin van de 14e eeuw. Het betreft de tamelijk goed bewaarde ruïne van het kasteel van Arnulf IV van Oudenaarde, bekend als het Kasteel van la Royère.
Néchin behoorde net als Estaimpuis en de andere omliggende dorpen tot het Nederlandse taalgebied maar raakte in de loop der jaren verfranst.
Néchin was een zelfstandige gemeente, tot die bij de gemeentelijke herindeling van 1977 werd toegevoegd aan de gemeente Estaimpuis.

## Demografische ontwikkeling
- Bronnen:NIS, Opm:1831 tot en met 1970=volkstellingen

## Bezienswaardigheden
- De Sint-Amanduskerk (Eglise Saint-Amand), herbouwd in neogotische stijl nadat de uit de 15e en 16e eeuw stammende kerk in 1918 door oorlogsgeweld werd verwoest. Gebouwd in kalksteen.
- Op de begraafplaats liggen 12 Britse gesneuvelden uit de Eerste Wereldoorlog. Hier is ook een Lourdesgrot.
- Het Château de la Royère, een 14e-eeuwse burchtruïne.

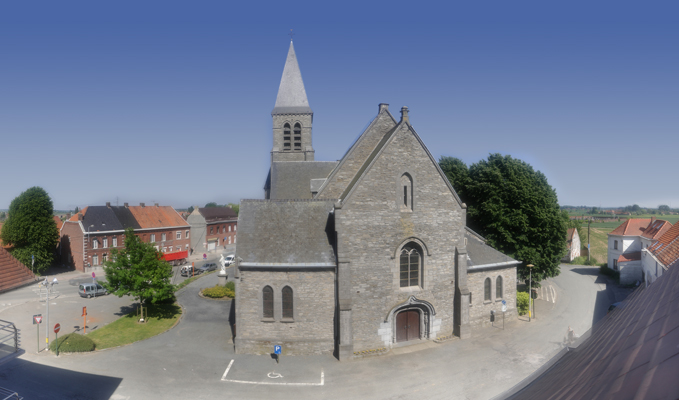
Dorpscentrum en de Eglise Saint-Amand

## Natuur en landschap
In het westen ligt de Frans-Belgische grens. In het zuiden loopt de Rieu du Pas à Wasmes. In het oosten loopt de autoweg Europese weg 403. De hoogte bedraagt ongeveer 28 meter.

## Politiek
Néchin had een eigen gemeentebestuur en burgemeester tot de fusie van 1977. De laatste burgemeester was Jean Renard.
- ? - 1808: Pierre François Deldalle
- 1808 - 1813: Pierre François Joseph Ducatillon
- 1813 - 1818: Pierre François Ducattillon
- 1818 - 1830: Florent Joseph Lemaire
- 1830 - 1843: Pierre François Ducattillon
- 1843 - 1848: Ferdinand Duquesnoy
- 1848 - 1852: Pierre François Ducatillon
- 1852 - ?: Isidore Ducattillon
- ? - 1870: Jules Ducatillon
- 1870 - ?: Louis Ducatillon
- ca. 1900: Jean Baptiste Deffrennes

## Bekende personen
Verschillende rijke Fransen vestigden zich, om fiscale redenen, in Néchin
- Gérard Depardieu, Franse acteur
- de familie Mulliez, bestuurders van de Franse warenhuisketen Auchan
- Francis Charles Pollet, oprichter van de Franse confectieketen Promod

## Nabijgelegen kernen
Toufflers, Leers-Nord, Estaimbourg, Templeuve